# JSTOR
JSTOR je digitalna knjižnica neprofitne organizacije Ithaka Harbors, specializirana za nudenje dostopa do digitaliziranih akademskih besedil – znanstvenih revij in strokovnih monografij. V zbirki je približno 2600 revij 1200 založnikov in 50.000 e-knjig, poleg tega pa tudi dva milijona primarnih virov (letaki, fotografije, razni dokumenti ipd.).
Storitev je bila ustanovljena leta 1995 s pomočjo donacije Mellon Foundation. Sprva je bila namenjena predvsem arhiviranju starih številk revij in licenciranju dostopa javnim knjižnicam.